# Epizeuxis denticulalis
Epizeuxis denticulalis är en fjärilsart som beskrevs av Harvey 1875. Epizeuxis denticulalis ingår i släktet Epizeuxis och familjen nattflyn. Inga underarter finns listade i Catalogue of Life.